# Dan Petronijevic
Dan Petronijevic est un acteur canadien né le 28 mars 1981 à Scarborough en Ontario au Canada. Il est surtout connu pour son rôle de "Bull" dans American Pie: String Academy et American Pie : Campus en folie.

## Filmographie

### Cinéma
- 1996 : La nuit du cyclone (Tough Guy)
- 1996 L'Amérique aux deux visages
- 1997 : In his father's shoes
- 2003 : La Chute des héros (Kalahane jeune)
- 2003 : Company : jeune officier de la CIA
- 2004 : Le Prince et Moi (Rathskeller Bouncer)
- 2006 : American Pie: String Academy (Bull)
- 2007 : American Pie : Campus en folie (Bull)
- 2012 : Cottage Country (Salinger Chipowski)
- 2016 : Suicide Squad (Task Force X) de David Ayer
- 2021 : Spirale : L'Héritage de Saw (Spiral: From the Book of the Saw) de Darren Lynn Bousman

### Séries télévisées
- 1995 : Chair de poule (1 épisode)
- 1995 : Fais-moi peur (1 épisode)
- 1998 : Psi Factor, chroniques du paranormal (1 épisode)
- 2001 : Invasion planète Terre (1 épisode)
- 2002 : Les Mystères de Moville
- 2003 : Mutant X (1 épisode)
- 2005 : Kojak (1 épisode)
- 2007 : The Company (4 épisodes)
- 2007 : Petits crimes entre époux (1 épisode)
- 2010 : Happy Town (2 épisodes)
- 2011 : Falling Skies (2 épisodes)
- 2011 : Against the Wall (1 épisode)
- 2011 : Les Enquêtes de Murdoch (1 épisode)
- 2012 : Rookie Blue (1 épisode)